# Grigore Antipa
Grigore Antipa (Botoșani, 27 de noviembre de 1867–Bucarest, 9 de marzo de 1949) fue un naturalista, biólogo zoólogo, ictiólogo, ecólogo, oceanógrafo y profesor universitario rumano. Reorganizó el Museo Nacional de Historia Natural en el nuevo edificio que actualmente lleva su nombre.

## Juventud
Pasó su infancia en Botoșani, en un barrio con muchos habitantes hebreos y arménios, lo que le puso en contacto con idiomas extranjeros desde una edad muy temprana. Su padre era abogado, aunque quedó huérfano de forma temprana y fue criado por sus tíos, en un entorno modesto. Gracias a su hermano mayor, Nicolae, que era parasitólogo, obtuvo una beca, gracias a la que cursó estudios en universitarios en Jena (Alemania), con el célebre naturalista Ernst Haeckel (1834-1919), padre de la ecología. 